# Hugo López-Gatell Ramírez
Hugo López-Gatell Ramírez (Cidade de México, 1969) é um médico epidemiólogo, pesquisador, professor e servidor público público mexicano. Desde o 1 de dezembro do 2018, é subsecretario de Prevenção e Promoção da Saúde na Secretaria de Saúde de México.

## Biografia

### Preparação acadêmica
López-Gatell é médico formado pela Universidade Nacional Autónoma de México, de onde se graduó em 1994. Conta com uma especialidad em medicina interna pelo Instituto Nacional de Ciências Médicas e Nutrição Salvador Zubirán, que realizou em 2000; uma maestría em ciências médicas, odontológicas e da saúde pela Universidade Nacional Autónoma de México e um posdoctorado em epidemiología que realizou na Bloomberg School of Public Health da Universidade Johns Hopkins, obtido em 2006. Durante seu posdoctorado realizou um estudo prospectivo sobre o efeito de tuberculose na sobrevivência de homens infectados com HIV, o qual foi publicado como artigo em 2008.
Como cientista e pesquisador, tem escrito e participado em 40 investigações, e no 2020 tinha sido citado um estimado de 6457 vezes. Tem integrado comissões editoriais de revistas científicas como Global Health Action. Co-Action Publishing do Umeå Centre for Global Health Research, a American Journal of Tropical Medicine and Hygiene, da American Society of Tropical Medicine and Hygiene, AIDS (órgão oficial da Sociedade Internacional de AIDS) e a revista académica do Instituto Nacional de Ciências Médicas e Nutrição Salvador Zubirán (INCMNSZ).

### Servidor público
De 1998 a 1999 foi Chefe de Médicos Residentes no INCMNSZ, lugar em onde de 1999 a 2001 foi também médico especialista. De 2013 a 2018, foi director de Inovação em Vigilância e Controle de Doenças Infecciosas, no Instituto Nacional de Saúde Pública de México, e de 2008 a 2012 foi director geral adjunto de Epidemiología na Secretaria de Saúde de seu país. Nesse cargo, liderou a criação do Sistema Nacional de Vigilância Epidemiológica (Sinave), uma reingeniería do sistema de saúde público mexicano orientada à "captura, análise e emissão de reportes" de vigilância epidemiológica e a detectar brotes no país de maneira temporã.
Desde fevereiro de 2020, López-Gatell assumiu um lugar publico de destaque na luta do governo mexicano contra a pandemia de coronavírus como estrategista e porta-voz.

### Controvérsias
Durante sua conferência matutina do 16 de março, o presidente Andrés Manuel López Obrador foi questionado por uma repórter sobre o contacto físico que mantinha com pessoas de comunidades durante suas giras e sobre quando fá-se-ia uma prova de COVID-19. O presidente pediu a Hugo López Gatell que aclarasse se era necessário, ao que este respondeu;

Vou lhe dizer uma coisa muito pragmática: seria quase melhor se eu tivesse coronavírus, porque provavelmente, individualmente, como a maioria das pessoas, ele se recuperará espontaneamente e ficará imune e ninguém terá isso. preocupação com ele
A repórter reiterou sua pergunta:

Nada mais que precisão. Não é que eles estejam dizendo que todos deveriam ser convidados, a pergunta estava com o presidente, porque no final por causa das atividades. Então, a pergunta é: se ele se tornou portador e vai para as zonas, como você mencionou, de alta marginalização, ele ou ela não pode infectar de alguma forma
A isto, López-Gatell respondeu que:

A força do presidente é moral, não é uma força de contágio, em termos de uma pessoa, um indivíduo que pode infectar outros. O presidente tem a mesma probabilidade de infectar que você tem ou que eu tenho, e você também faz passeios, passeios e está na sociedade. O presidente não é uma força de contágio. Então, não, você não precisa ser a pessoa que infecta as massas; ou o contrário, como eu disse antes, ou o contrário.
O anterior levantou uma controvérsia, que incluiu uma petição de legisladores da Partido de Ação Nacional para remover a López-Gatell de seu cargo e a petição do mesmo servidor público a não o envolver em assuntos políticos.

## Prêmios e reconhecimentos
- Membro do Sistema Nacional de Pesquisadores de México, 2008.